# Città di Forlì II 2022
Il Città di Forlì II 2022 è stato un torneo maschile di tennis giocato sul cemento indoor. È stata la 6ª edizione del torneo – la 2ª del 2022 – facente parte della categoria Challenger 80 nell'ambito dell'ATP Challenger Tour 2022, con un montepremi di 45 730 €. Si è disputato al Tennis Villa Carpena di Forlì, in Italia, dal 10 al 16 gennaio 2022.
Sempre sui campi in cemento del club forlivese, dal 3 al 9 gennaio si era tenuta la quinta edizione del torneo, che faceva parte della categoria Challenger 50, e dal 17 al 23 gennaio si è disputata la settima edizione, di categoria Challenger 80.

## Partecipanti

### Teste di serie
| Nazionalità | Giocatore           | Ranking* | Testa di serie |
| ----------- | ------------------- | -------- | -------------- |
| Canada      | Vasek Pospisil      | 133      | 1              |
| Francia     | Antoine Hoang       | 200      | 2              |
| Regno Unito | Jay Clarke          | 215      | 3              |
| Russia      | Pavel Kotov         | 225      | 4              |
| Germania    | Cedrik-Marcel Stebe | 227      | 5              |
| Uzbekistan  | Denis Istomin       | 254      | 6              |
| Giappone    | Kaichi Uchida       | 259      | 7              |
| Regno Unito | Jack Draper         | 265      | 8              |

* Ranking al 3 gennaio 2022.

### Altri partecipanti
I seguenti giocatori hanno ricevuto una wild card per il tabellone principale:
- Matteo Gigante
- Stefano Napolitano
- Luca Potenza

I seguenti giocatori sono entrati in tabellone con una special exempt:
- Luca Nardi
- Mukund Sasikumar

Il seguente giocatore è entrato in tabellone come alternate:
- Francesco Forti

I seguenti giocatori sono passati dalle qualificazioni:
- Adrian Andreev
- Gijs Brouwer
- Paul Jubb
- Aidan McHugh
- Aldin Šetkić
- Aleksej Vatutin

## Campioni

### Singolare
- Jack Draper ha sconfitto in finale  Jay Clarke con il punteggio di 6–3, 6–0.

### Doppio
- Sadio Doumbia /  Fabien Reboul hanno sconfitto in finale  Nicolás Mejía /  Alexander Ritschard con il punteggio di 6–2, 6–3.